# Гідроторакс
Гідроторакс (лат. hydrothorax походить від дав.-гр. ὕδωρ — вода та дав.-гр. θώραξ — грудна клітка) — накопичення рідини (транссудату чи ексудату) у плевральній порожнині.
Може бути зумовлене наприклад, зростанням рівня інтерстиціальної рідини в легенях унаслідок підвищення тиску в легеневих капілярах (при серцевій недостатності) або їх проникності (при пневмонії); зниження рівня внутрішньоплеврального тиску (при ателектазі); зниження осмолярного тиску плазми крові (при гіпоальбумінемії); підвищення проникності плевральної мембрани та обструкція лімфовідтоку (наприклад, при злоякісних захворюваннях або інфекції плеври); дефекти діафрагми (при печінковому гідротораксі); розрив грудної протоки (хілоторакс); нефротичний синдром; вживання певних медикаментів. Хоч появу випоту у плевральній порожнині можуть зумовлювати багато різних захворювань, у дорослих найчастішою етіологією є серцева недостатність, онкологічні захворювання, пневмонія, туберкульоз та емболія легеневої артерії, тоді як у дітей — пневмонія.

## Клініка
Клінічні прояви захворювання залежатимуть від основного захворювання, та «запущеності» гідроторакса.
Клінічно можуть появлятись ознаки серцевої недостатності із застоєм у малому та великому колі кровообігу або прояви нефротичного синдрому.
При аускультації дихання послаблене або його не чути у ділянці випоту. Перкуторно визначають притуплення звуку у цій ділянці. Скупчення рідини зазвичай буває двостороннім, але рівень її «стояння» справа дещо вищий. При пункції плевральної порожнини отримують рідину солом'яно-жовтого кольору з вмістом білка нижче 3 %. Рентгенологічно виявляють затемнення у нижніх відділах легень, при цьому локалізація його змінюється при зміні положення тіла.

## Лікування
Лікування передбачає симптоматичну та патогенетичну складову, відповідно до захворювання яке стало причиною ГТ.
Наприклад, лікування серцевої недостатності та нефротичного синдрому проводиться за загальними правилами з застосуванням сечогінних у адекватних дозах.
Також можливе хірургічне лікування при масивному накопиченні рідини — плевральна пункція.